# Kristályvíz
A kristályvíz (más néven hidrátvíz) a kristályos anyagokban jelen lévő víz, amely meghatározott arányban épül be a kristályszerkezetbe. Egy másik, klasszikus definíció szerint a kristályvíz olyan víz, amely sók vagy fémkomplexek kristályszerkezetében található, és nem kapcsolódik közvetlenül a fémkationhoz.
Sok kristály tartalmaz vizet különböző mennyiségekben. Ezek közé tartozik például a bórax (Na2B4O7·10H2O), a gipsz (CaSO4·2H2O) stb.
A kristályvíz mennyiségétől (a beépülő vízmolekulák számától) függően az alábbi elnevezéseket használják:
- az anhidrát olyan kristályos vegyület, amely nem tartalmaz kötött vizet, de erre képes lenne
- a hemihidrát olyan kristályos vegyület, amelyben a vegyület két molekulája jut egy molekula vízre, például a CaSO4·1/2H2O.
- a monohidrát olyan kristályos vegyület, amelyben 1 molekula víz jut a vegyület egy molekulájára.
- a dihidrát 2, a trihidrát 3, a tetrahidrát 4, a pentahidrát 5, a hexahidrát 6, a heptahidrát 7 az oktahidrát 8, a nonahidrát 9, a dekahidrát 10 molekula kristályvizet tartalmaz a vegyület egy molekulájára.

Ugyanaz a vegyület víz nélkül eltérően viselkedhet és eltérő tulajdonságai lehetnek.
Például a gipsz (CaSO4·2H2O) 100 °C fölött a kristályvíz nagy részét elveszti és hemihidráttá alakul (CaSO4·1/2H2O), ez vízzel keverve néhány perc alatt visszaalakul gipsszé.
Ez a folyamat adja a gipsz formába öntésének alapját:
{\displaystyle {\ce {2 CaSO4.1/2 H2O + 3 H2O -> 2 CaSO4.2 H2O}}}